# Wybory powszechne w Sudanie w 2015 roku
Wybory powszechne w Sudanie w 2015 roku – wybory prezydenckie, parlamentarne i regionalne w Sudanie przeprowadzone w dniach od 13 do 16 kwietnia 2015. W ich wyniku wybrany został nowy szef państwa, nowy skład Zgromadzenia Narodowego Sudanu i nowe władze regionalne (gubernatorzy oraz zgromadzenia lokalne). Były to pierwsze wybory, które odbyły się po secesji Sudanu Południowego w 2011 roku.
Wybory prezydenckie, z wynikiem ponad 94% głosów poparcia, wygrał urzędujący prezydent Umar al-Baszir, a jego partia Kongres Narodowy zdobyła prawie 76% głosów w wyborach parlamentarnych. Większość partii opozycyjnych zbojkotowało wybory i nie wystawiło swoich kandydatów.

## Wyniki wyborów

### Wyniki wyborów prezydenckich
| Kandydat - Partia polityczna | Kandydat - Partia polityczna                                     | Liczba głosów | %      |
| ---------------------------- | ---------------------------------------------------------------- | ------------- | ------ |
|                              | Umar al-Baszir - Kongres Narodowy (NCP)                          | 5 252 478     | 94,05% |
|                              | Fadl el-Sayed Shuiab - Federalna Partia Prawdy (FTP)             | 79 779        | 1,43%  |
|                              | Fatima Abdel Mahmoud - Socjalistyczna Unia Demokratyczna (SSU)   | 47 653        | 0,85%  |
|                              | Mohamed Al Hassan – Narodowa Partia Reform (NRP)                 | 42 399        | 0,76%  |
|                              | Abdul Mahmoud Abdul Jabar Rahamtalla - Unia Sił Narodowych (UNF) | 41 134        | 0,74%  |
|                              | Hamdi Hassan Ahmed - niezależny                                  | 18 043        | 0,32%  |
|                              | Mohamed Ahmed Abdul Gadir Al Arbab - niezależny                  | 16 966        | 0,30%  |
|                              | Yasser Yahiya Salih Abdul Gadir – niezależny                     | 16 609        | 0,30%  |
|                              | Khairi Bakhit – niezależny                                       | 11 852        | 0,21%  |
|                              | Adel Dafalla Jabir – niezależny                                  | 9 435         | 0,17%  |
|                              | Mohamed Awad Al Barow - niezależny                               | 9 388         | 0,17%  |
|                              | Asad Al Nil Adel Yassin Al Saafi - niezależny                    | 9 359         | 0,17%  |
|                              | Alam Al Huda Ahmed Osman Mohamed Ali - niezależny                | 8 133         | 0,15%  |
|                              | Ahmed Al Radhi Jadalla Salem - niezależny                        | 7 751         | 0,14%  |
|                              | Isaam Al Ghali Tajj Eddin Ali - niezależny                       | 7 587         | 0,14%  |
|                              | Omar Awad Al Karim Hussein Ali - niezależny                      | 6 297         | 0,11%  |
| Razem                        | Razem                                                            | 5 584 863     | 100%   |
| Frekwencja                   | Frekwencja                                                       | Frekwencja    | 46,40% |
| Źródło: NEC                  |                                                                  |               |        |

### Wyniki wyborów parlamentarnych
| Partia polityczna         | Partia polityczna                                                            | Liczba mandatów | % głosów |
| ------------------------- | ---------------------------------------------------------------------------- | --------------- | -------- |
|                           | Kongres Narodowy (NCP)                                                       | 323             | 75,82%   |
|                           | Democratic Unionist Party (DUP) prowadzona przez Muhammad Othman Al-Mirghani | 25              | 5,87%    |
|                           | Kandydaci niezależni                                                         | 19              | 4,46%    |
|                           | Democratic Unionist Party (DUP) prowadzona przez Jalal al-Digair             | 15              | 3,52%    |
|                           | Inni                                                                         | 44              | 10,33%   |
| Razem                     | Razem                                                                        | 426             | 100%     |
| Źródło: Sudan News Agency |                                                                              |                 |          |